# Ochotona gloveri
A Pika-de-Glover (Ochotona gloveri) é um lagomorfo endêmico da China.